# Steatomys pratensis
Steatomys pratensis е вид гризач от семейство Мишкови (Muridae). Възникнал е преди около 0,78 млн. години по времето на периода кватернер. Видът не е застрашен от изчезване.

## Разпространение
Разпространен е в Ангола, Ботсвана, Демократична република Конго, Замбия, Зимбабве, Камерун, Малави, Мозамбик, Намибия, Свазиленд, Танзания, Централноафриканска република, Южен Судан и Южна Африка.

## Описание
Теглото им е около 30,6 g. Имат телесна температура около 34,1 °C.
Популацията на вида е стабилна.